# 소준 (동진)
소준(蕭雋, 생몰년 미상). 자는 자무(子武), 동해군(東海郡) 난릉현(蘭陵縣) 중도향(中都鄕) 중도리(中都里) 사람으로 소정의 아들, 소악자의 부친이자 남제를 세운 소도성의 증조부이다.

## 생애
소준은 영가의 난을 피해 아버지 소정, 동생 소할과 남난릉군(南蘭陵郡)에 정착하였으며 동진의 즉구현령(即丘縣令)을 지냈다. 
479년 소도성이 남제를 건국하자 소준은 즉구부군(即丘府君)으로 추존되어 칠묘에 위패가 안치되었다.
502년 남제 화제가 소연에게 양위하여 남제가 멸망하자 즉구부군의 묘역은 철거되었다.

## 가족
- 부친: 회음부군(淮陰府君) 소정
- 모친: 불명
- 아들: 태상부군(太常府君) 소악자
  - 손자: 선제(宣帝) 소승지
- 아들: 소륭자(蕭隆子)
  - 손자: 소시지(蕭始之)